# Tatra T5B6
Tatra T5B6 je tip čehoslovačkog tramvaja proizvedenog 1976. godine u tvornici ČKD Tatra. Taj je tip nasljednik tramvaja tipa T3SU proizvedenih za Sovjetski Savez, a oba prototipa su ostavljeni u Mostu. Tamo je prvi prototip povijesno vozilo, a drugi je demontiran.

## Povijest vozila
Prototip tramvaja Tatra T3 je napravljen 1961. godine. Nakon prototipa je počela serijska proizvodnja, a od 1963. godine su ti tramvaji i u inozemnoj verziji T3SU su došli do gradova Sovjetskog Saveza. Kao nasljednik tipa T3 su projektirani tramvaji T5, no s drukčijim dizajnom i upravljanjem.  Po daljnjim izmjenama su napravljena dva prototipa tramvaja T5B6 koji su trebali biti izvezeni u Sovjetski Savez.

## Konstrukcija
Tatra T5B6 je jednosmjerni četveroosovinski tramvaj. Karoserija je postavljena na dvjema dvoosovinskim postoljima. Tramvaj je opremljen s motorima TE 023 A1 sa snagom 77 kW (postoji izvor da su tramvaji imali motore TE 022 H jačine 44,5 kW Dva motora u postoljima su spojena paralelno u dvije skupine. Tramvaj je opremljen tiristorskom opremom TV2, koji dodava kočenje s povratkom električne energije u kontaktnu mrežu. Tramvaj ima otpornike na krovu vozila. Struja s kontaktne mreže se uzima pantografom.
Karoseriju, za razliku od prethodnika (T3) je dizajnirao dizajner Ivan Linhart. Na desnoj strani vozila se nalaze tri četverokrilna vrata. Vozačka kabina je potpuno zatvorena od putničkog prostora. U tramvaju su kožna sjedala raspoređena 1+2.

## Prodavanje i promet tramvaja T5B6
Dva prototipa tramvaja T5B6 (i jedini tramvaji tog tipa) su dovršena 1976. godine. Označeni su brojevima 8009 i 8010 koji su bili tadašnji brojevi prototipa. Tramvaji su isprva isprobavani u Pragu, no zbog širine (2600 mm, a u Pragu je najveća širina 2500 mm) probe se nisu mogle dovršiti, a tramvaji su poslani u Most, Češka. Tramvaj je vozio na liniji brzog tramvaja. 1978. godine su oba prototipa poslani u Tver (tada Kalinjin) u današnju Rusiju. Tamo nije bio uspješan, pa je vraćen proizvođaču.
Zainteresiran za tramvaje je bio prijevoznik Mosta i Litvínova. Oba tramvaja su kupljena 1979. i 1980. godine te su normalno vozila. Prvi prototip je označen 272 (ex Prag 8009) i 273 (ex Prag 8010). Tramvaji su mogli voziti samo na trasi Most-Litvínov, tramvaji su vozili na liniji 2 između glavnog kolodvora i Velebudice.
Promet vozila 272 je završen 1990. godine, a služio je kao izvor dijelova za drugi tramvaj, a zatim je izrezan. Vozilo 273 je završio s prometom 1993. godine i sačuvan je kao "Najmlađi muzejski tramvaj Češke Republike." Tramvaj je korišten na godišnjicama javnog prijevoza i posebne vožnje. 2001. godine je tramvaj generalno popravljen u originalno stanje zbog prikaza povijesti.

## Povijesna vozila
| Grad            | Garažni broj | Tvrtka | Tip  | Godina proizvodnje | Povijesni od |
| --------------- | ------------ | ------ | ---- | ------------------ | ------------ |
| Most i Litvinov | 273          | DPmML  | T5B6 | 1974.              | 1993.        |

## Vanjske poveznice
- 30 godina tramvaja T5B6 u Mostu i Litvinovu